# Dieter Frey (Psychologe)
Dieter Frey (* 27. Juni 1946 in Röt) ist ein deutscher Sozial- und Organisationspsychologe.

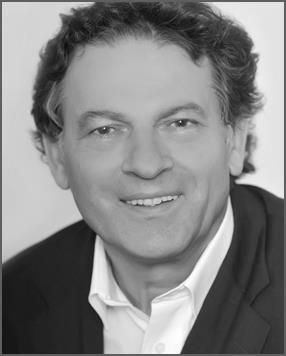
Dieter Frey (2016)

## Leben
Frey machte sein Abitur am Wirtschaftsgymnasium in Rastatt. Er studierte in Mannheim und Hamburg Sozialwissenschaften (Psychologie, Ökonomie, Pädagogik und Soziologie). Nach seinem Diplom im Jahr 1970 war er Mitarbeiter am interdisziplinären Sonderforschungsbereich „Entscheidungsforschung“ der Universität Mannheim (unter Beteiligung von Ökonomen, Juristen und Psychologen). Seine Promotion erfolgte im Jahr 1973 zum Thema Verarbeitung selbstbedrohender Informationen bei Martin Irle und Hans Albert. Von 1976 bis 1977 erhielt er ein Habilitationsstipendium der Deutschen Forschungsgemeinschaft (DFG) und der Volkswagenstiftung, in dessen Rahmen er längere USA-Aufenthalte in Austin (Texas) sowie Madison (Wisconsin) hatte. Im Jahr 1978 habilitierte Frey an der Universität Mannheim über Informationsverarbeitung bei Entscheidungen und war anschließend bis 1993 Professor für Sozial- und Organisationspsychologie an der Christian-Albrechts-Universität zu Kiel. 1989/1990 war er Theodor-Heuss-Professor an der Graduate Faculty der New School für Social Research in New York. Seit 1993 ist er Lehrstuhlinhaber für Sozialpsychologie an der Ludwig-Maximilians-Universität (LMU) in München und seit 2007 Leiter des LMU-Centers for Leadership and People Management, einer Einrichtung der Exzellenzinitiative. Über viele Jahre war er Dekan der Fakultät 11 an der LMU München. Ebenso war er etwa zehn Jahre Gutachter bei der Deutschen Forschungsgemeinschaft. Vor seiner Münchner Zeit hatte er Rufe an die Universitäten Bielefeld, Bochum, Heidelberg, Hamburg und Zürich erhalten.
Frey forscht auf den Gebieten des Entscheidungsverhaltens in Gruppen, der Teamarbeit, der Führung, der Erhöhung von Kreativität sowie der Motivation und setzt sich für den Transfer zwischen Wissenschaft und Praxis ein. Insgesamt umfassen seine Arbeiten etwa 600 Veröffentlichungen in wissenschaftlichen Zeitschriften, Buchbeiträgen, Büchern und Zeitungen.

## Ehrungen und Auszeichnungen
Frey ist Träger des Deutschen Psychologie-Preises 1998 („Psychologe des Jahres“). 2011 Jahr wurde er von der Zeitschrift Personalmagazin als „Praktischer Ethiker“ und einer der führenden Köpfe im Personalbereich in Deutschland ausgezeichnet.  Er war 2016 Preisträger der Dr. Margrit Egnér-Stiftung der Universität Zürich mit der Widmung, „durch seine Forschung die Welt etwas fairer und humaner“ gemacht zu haben. 2016 erhielt er den Martin-Irle-Preis der Deutschen Gesellschaft für Psychologie für seine Leistungen, Studierende, Doktorandinnen und Doktoranden sowie Habilitierende in außerordentlicher Weise für eine wissenschaftliche Laufbahn begeistert und in verschiedenen Karrierephasen bis zum Ruf auf eine Professur unterstützt zu haben. Über 25 Professoren aus den Gebieten Sozialpsychologie, Organisationspsychologie, Motivationspsychologie haben bei Dieter Frey habilitiert, ca. 100 Wissenschaftler haben bei ihm in Kiel und München promoviert.

## Forschung

### Ethikorientierte Führung
Der Begriff der ethikorientierten Führung (im Sinne von Vorbild, Verantwortung, Verpflichtung und Vertrauen) beschreibt nach Frey die Verbindung von Leistung und Menschlichkeit, einer Kultur der Exzellenz (Spitzenleistungen, Innovation, Qualität, Nachhaltigkeit) sowie von Respekt und Wertschätzung (Umsetzung von Menschenwürde). Die drei Kulturen stehen dabei für die Philosophien nach Karl Popper (Exzellenzkultur), Immanuel Kant (Wertschätzungskultur) und Hans Jonas (Kultur der ethikorientierten Führung).
Frey hat ein Prinzipienmodell der Führung und Motivation entwickelt, dessen Prinzipien aus psychologischen Theorien abgeleitet wurden. Hierzu zählen die Prinzipien
- der Sinn- und Visionsvermittlung,
- der Passung und Eignung (Verrichtung von Aufgaben, die Freude und Spaß machen),
- der Transparenz durch Information und Kommunikation,
- der Autonomie (Mitgestaltungsmöglichkeiten),
- der Ziel- und Erwartungsklarheit,
- des positiven und kritischen Feedbacks,
- der Wertschätzung,
- der Fairness,
- der Einbindung und sozialen Unterstützung, und
- des Wachstums.

Durch die Umsetzung dieser Prinzipien besteht nach Frey die Chance für Vertrauen, Identifikation mit der Aufgabe, der Führungskraft und der Organisation sowie für erhöhte intrinsische Motivation und für Leistung.

### Zivilcourage
Freys Forschung zu Zivilcourage zeigt, dass Wissen und Handlungskompetenzen Zivilcourage begünstigen. Werden etwa durch Zivilcouragetrainings Wissen, Handlungskompetenzen und Werte transportiert, sodass die wahrgenommene Kompetenz und Sicherheit in Notsituationen steigt, zeigen Betroffene eine erhöhte Bereitschaft, in Notsituationen einzuschreiten und Opfern zu helfen.

### Change Management
Die Forschung von Frey identifizierte die folgenden Erfolgsfaktoren für Change Management in sozialen und kommerziellen Organisationen:
- Verfügbarkeit einer positiven, emotionalen Vision
- Ableitung konkreter Ziele
- Diagnose des Ist-Zustandes und der Diskrepanz zum Soll-Zustand
- Konkrete Aktionsschritte zur Reduktion der Diskrepanz zwischen Ist- und Sollzustand
- Klärung von Verantwortlichkeiten zur Umsetzung der Aktionsschritte
- Vermittlung des Sinns der Veränderung
- Möglichkeiten zur Mitgestaltung, Vermittlung notwendiger Fähigkeiten
- Definition des Zeitrahmens
- Aktives Controlling und kontinuierliche Information zum Zustand der Änderungen

### Gruppendynamik
In Freys Forschung bezog sich auch auf Einzel- und Gruppenentscheidungen wurde insbesondere das Problem der selektiven Informationssuche vor und nach Gruppenentscheidungen untersucht. Demnach kann das Phänomen des Groupthink durch heterogene Besetzung, den sog. Teufelsanwalt und durch die Verantwortung nicht nur für die Entscheidungsergebnisse, sondern v. a. für den Prozess des Ergebnisses, reduziert werden.

### Bewältigungskognition
Freys Forschungen zur Genesung nach Unfällen und Krankheiten zeigen, dass sog. Hilflosigkeitskognitionen (Warum gerade ich? Es war vermeidbar? Ich bin Schuld) den Genesungsprozess wesentlich verzögern, während sog. Bewältigungskognitionen (Ich fasse die Genesung als Herausforderung auf, ich kann selbst viel zur Genesung beitragen, ich aktiviere Unterstützung in meiner persönlichen Umgebung, ich bleibe optimistisch) den Genesungsprozess beschleunigen. Diese mentalen Voraussetzungen können durch Vorbildverhalten ebenso wie durch Verstärkung verändert werden.

### Innovation
Entscheidend sind nach Frey sog. Center-of-Excellence Kulturen, die in Organisationen umgesetzt werden müssen, um Innovation zu fördern. Dazu gehören: Kundenorientierungskultur (Was wollen/brauchen Kunden und Markt?), Benchmarkkultur (Was machen die Besten?), Problemlösekultur (Die Mitarbeiter müssen sich als Problemlöser verstehen), Fehlerkultur (Fehler als Ausgangspunkt und Chance für Verbesserungen), Streit- und Konfliktkultur (Konflikt als Chance für kreative Lösungen). Die Umsetzung dieser Kulturen ist notwendige Bedingung, dass es zur ständigen Verbesserung von Produkten, Serviceleistungen und Prozessen kommt. Zudem ist nach der Forschung von Frey die wahrgenommene Fairness (Ergebnisfairness, prozedurale Fairness, interaktionale Fairness, informationale Fairness) Voraussetzung für Kreativität wie Innovation.

### Kontrolltheoretische Forschung
Frey und Helmut Rez haben eine Analyse der Entstehung des Nationalsozialismus und des Holocaust veröffentlicht, die versucht, die Vorgänge nach dem Ersten Weltkrieg kontrolltheoretisch zu analysieren (in politischen, sozialen, wirtschaftlichen und militärischen Systemen). Der Analyse nach verursachte die Weimarer Republik in vielen Teilsegmenten der Bevölkerung einen Kontrollverlust. Hitlers nationalsozialistische Partei nahm diesen Kontrollverlust auf in der Absicht der Kontrollwiederherstellung durch Versprechen zahlreicher Aktivitäten (Besetzung des Rheinlands, Anschluss Österreichs, Ausschaltung jeglichen Widerstands usw.). Zur Erhöhung der Binnengruppensolidarität waren sowohl der Feind innerhalb Deutschlands (Juden, Kommunisten, Demokraten), als auch der Feind außerhalb (Sowjetrussland) unterstützend. Der Prozess der Machtübernahme der Nationalsozialisten sowie der Prozess der Ausschaltung jeglichen Widerstands wird durch die Theorie der kognizierten Kontrolle analysiert (nicht unbedingt „erklärt“).

### Wissenschaftsphilosophie
Wissenschaft sollte nach Frey sowohl Grundlagenforschung, angewandte Forschung als auch Anwendung von Forschung sein. Im Sinne Poppers dient Wissenschaft nicht nur der Akkumulation von Wissen, sondern sie sollte auch zum Problemlösen angewandt werden können. Weiterhin ist Wissenschaft immer auch Aufklärungswissenschaft. Ziel empirischer Wissenschaft ist nach Frey die Generierung und Überprüfung von Theorien. Gute Theorien haben dabei fünf Funktionen:
1. Phänomene analysieren und beschreiben,
2. Phänomene erklären,
3. Phänomene vorhersagen,
4. Interventionsmaßnahmen ableiten,
5. Aufklärungsfunktion über kritische Zustände der Realität.

## Mitgliedschaften
Seit 1996 ist Frey Mitglied der Bayerischen Akademie der Wissenschaften. Er ist Mitglied der ESMT Visiting Faculty (European School of Management & Technology, Berlin) und Seminarleiter am Universitätsseminar der Deutschen Wirtschaft der ESMT Berlin zur Thematik Führung von Mitarbeitern. Frey ist Mitglied im wissenschaftlichen Beirat mehrerer Institutionen wie der Huber-Hogrefe, dem Roman-Herzog-Institut und dem NS-Dokumentationszentrum München. Von 2003 bis 2013 war Frey akademischer Leiter der Bayerischen Elite-Akademie. 2010 war er Mitbegründer der bundesdeutschen Initiative Generation D (Wie bringt man Deutschland voran?) u. a. in Kooperation mit der Deutschen Eliteakademie. Von 1988 bis 1996 war er Fachgutachter der Deutschen Forschungsgemeinschaft. Von 1992 bis 1996 war er Fachausschussvorsitzender für das Fach Psychologie in Zusammenarbeit mit Niels Birbaumer.

## Veröffentlichungen (Auswahl)
- H.-W. Bierhoff, D. Frey (Hrsg.): Handbuch der Sozialpsychologie und Kommunikationspsychologie. Hogrefe, Göttingen 2006, ISBN 3-8017-1844-1.
- H.-W. Bierhoff, D. Frey (Hrsg.): Bachelorstudium Psychologie: Sozialpsychologie – Individuum und soziale Welt. Hogrefe, Göttingen 2011, ISBN 978-3-8017-2154-1.
- D. Frey, H.-W. Bierhoff (Hrsg.): Bachelorstudium Psychologie: Sozialpsychologie – Interaktion und Gruppe. Hogrefe, Göttingen 2011, ISBN 978-3-8017-2122-0.
- D. Frey, M. Irle (Hrsg.): Theorien der Sozialpsychologie. Band I: Kognitive Theorien. 2. Auflage. Huber, Bern 2002, ISBN 3-456-83514-0.
- D. Frey, M. Irle (Hrsg.): Theorien der Sozialpsychologie. Band II: Gruppen-, Interaktions- und Lerntheorien. 2. Auflage. Huber, Bern, 2002, ISBN 3-456-83513-2.
- D. Frey, M. Irle (Hrsg.): Theorien der Sozialpsychologie. Band III: Motivations-, Selbst- und Informationsverarbeitungstheorien. 2. Auflage. Huber, Bern 2002, ISBN 3-456-83514-0.
- D. Frey, L. Schmalzried: Philosophie in der Führung – Gute Führung lernen von Kant, Aristoteles, Popper & Co. Springer, Berlin 2013, ISBN 978-3-642-34438-1.
- D. Frey (Hrsg.): Psychologie der Märchen. 41 Märchen wissenschaftlich analysiert – und was wir heute aus ihnen lernen können. 2017, ISBN 978-3-662-53667-4.
- D. Frey (Hrsg.): Psychologie der Rituale und Bräuche. Springer, Berlin 2018, ISBN 978-3-662-56219-2.
- D. Frey (Hrsg.): Psychologie des Guten und Bösen. Springer Berlin/Heidelberg 2019, ISBN 978-3-662-58742-3.